# The Cure in Orange
The Cure in Orange è un film concerto del gruppo alternative rock britannico dei Cure, uscito nell'aprile del 1987.

## Il video
A metà degli anni ottanta Robert Smith, cantante e leader del gruppo, è indeciso se continuare o no con la band: secondo lui essa si trova in un picco di creatività e sente il bisogno di documentare questo periodo per i posteri. Viene quindi scelto di filmare il concerto dell'9 agosto 1986, che si tiene in Francia. L'esibizione dal vivo che il video documenta si svolge nel teatro romano della città, in uno scenario suggestivo al tramonto. Il posto aveva ospitato solo un altro concerto rock in precedenza, i Dire Straits due anni prima, quindi concedere la scena ai Cure, un cui fan si era accoltellato poco tempo prima durante un concerto a San Francisco, è visto come un grosso rischio, tanto che la polizia locale presidiò il luogo con molti uomini.
Per l'occasione, Robert Smith sfoggia dei capelli corti come mai erano stati dall'inizio della band (e come mai più saranno: Smith è famoso per i suoi capelli lunghi e arruffati), rivelato all'ingresso sul palco dal bassista Simon Gallup, che gli toglie il parrucchino con cui era entrato per emulare ironicamente la vecchia capigliatura.
I fondi a disposizione del progetto erano limitati, tanto che fu necessario girare i primi piani il giorno dopo, di domenica, durante una falsa performance nell'anfiteatro vuoto, visto che le macchine da ripresa utilizzate non erano in grado di farlo in presenza del pubblico. Come ha scritto il Melody Maker: "Se avesse piovuto in uno o entrambi i giorni, l'intero progetto sarebbe andato all'aria: 150000 sterline buttate al vento perché non si riusciva a coprire la quota assicurativa di 50000 sterline. Non ha piovuto fino a lunedì."
Questo video rappresenta l'esordio in un lungometraggio del regista Tim Pope, che già ha diretto e dirigerà numerosi video per il gruppo, legando per molti anni il suo nome a quello dei Cure. La première si è svolta a Londra, all'Odeon Marble Arch, il 23 aprile 1987. Solo successivamente, precisamente nel novembre dello stesso anno, è stato pubblicato nel mercato home video. Una sua pubblicazione in DVD, ancora mancante, è molto richiesta dalla comunità online dei fans.

## Tracce
1. Shake Dog Shake
2. Piggy in the Mirror
3. Play for Today
4. A Strange Day
5. Primary
6. Kyoto Song
7. Charlotte Sometimes
8. Inbetween Days
9. The Walk
10. A Night Like This
11. Push
12. One Hundred Years
13. A Forest
14. Sinking
15. Close to Me
16. Let's Go to Bed
17. Six Different Ways
18. Three Imaginary Boys
19. Boys Don't Cry
20. Faith
21. Give Me It
22. 10:15 Saturday Night
23. Killing an Arab

## Formazione
- Robert Smith - chitarra, voce
- Simon Gallup - basso
- Porl Thompson - chitarra, tastiere
- Boris Williams - batteria
- Laurence Tolhurst - tastiere